# Hart van Jezus (Harghita)
Het beeld Hart van Jezus, (Roemeens: Statuia Inima lui Iisus), ook: Christus van Harghita, is een groot modern kunstwerk van Christus aan de rand van de Roemeense plaats Farkaslaka (Lupeni), een dorp in het district Harghita, Zevenburgen. Het beeld werd op 17 augustus 2013 ingehuldigd.

## Beschrijving
Het beeld staat op een betonnen sokkel op een hoogte van 953 boven de zeespiegel, op het hoogste punt van de gemeente Lupeni en werd ontworpen door Walter Zawaczky. Binnen in het roestvrijstalen beeld voert een wenteltrap naar het hoofd, van waaruit men een weids uitzicht over de omgeving heeft. De bouwer paste meer dan 60 ton staal toe om het beeld te maken; alleen al voor de handen en het hoofd werden 200 vierkante meters staalplaat gemodelleerd.
De plaatselijke bewoners hopen dat het beeld een bedevaartsoord wordt en zo de circa € 200.000 die zij hebben geïnvesteerd terug te verdienen. Het geld voor de bouw was afkomstig van plaatselijke ondernemers en particulieren. 
Het 22 meter hoge standbeeld werd in 2011 opgericht en behoort sindsdien tot de hoogste standbeelden van Oost-Europa.

## Kritiek
Het kunstwerk werd veel bekritiseerd, met name vanwege de enorme afmetingen, het uiterlijk en de toegepaste materialen. Zowel de pers als de lokale bewoners waren verdeeld. Tegenstanders vonden het metaal vervreemdend in het landschap werken en niet passen in de traditie van de Hongaarse Szeklers, als het beeld van de beschikbare bouwmaterialen uit de omgeving was gebouwd had het beter met de omgeving geharmonieerd. Ook werd het respectloos gevonden dat er een uitkijkpost in het hoofd van het Christusbeeld werd geplaatst. Voor anderen heeft het beeld echter wel degelijk een religieuze uitstraling. Degenen die het kunstwerk mogelijk maakten, gaan ervan uit dat het beeld een toeristische attractie wordt en mettertijd een symboolfunctie voor de omgeving krijgt. De burgemeester wist zich gesteund door een meerderheid van de bevolking en repliceerde dat ook de Parijse Eiffeltoren tijdens de bouw veel tegenstand ondervond, terwijl het later uitgroeide tot het symbool van de stad.  